# David Bishop
David James Bishop (27 de septiembre de 1966) es un guionista y escritor. Nació y creció en Nueva Zelanda y comenzó a trabajar como periodista a los dieciocho años en un periódico. Emigró al Reino Unido en 1990 y fue editor de cómics durante esta década, dirigiendo series como Judge Dredd Megazine y 2000 AD, la segunda entre 1995 y el verano del 2000, momento en que se convirtió en un guionista independiente.
Desde entonces ha escrito numerosos guiones y novelas. Su guion Island Blue: Ronald fue emitido por BBC Radio 4 en junio de 2006. En el año 2007 ganó el premio PAGE Internacional de guiones por su guion del cortometraje Danny's Toys.
En el año 2008 apareció en la 23.ª edición del concurso BBC1 "El rival más débil", consiguiendo superar a otros ocho concursantes y ganar más de 1 500 libras.
David Bishop también es responsable de descubrir a muchos talentos británicos del cómic como:
- Andy Diggle
- Robbie Morrison
- Siku
- Frank Quitely
- Dean Ormston
- Chris Halls (pseudónimo de Aphex Twin)
- Simon Fraser

También, en colaboración con Roger Langridge contribuyó a la tira de cómic ambientada en un psiquiátrico The Straitjacket Fits.
Desde que dejó 2000 AD en el año 2000 Bishop ha tenido una carrera exitosa como escritor, trabajando en las novelas de Doctor Who, Judge Dredd y Nikolai Dante, así como en The Phantom. Su novela del Doctor Who, Who Killed Kennedy, desde el punto de vista de un periodista, es muy popular entre los fanes.
Paradójicamente, a pesar de su éxito como editor de cómic y escritor, no tuvo mucho éxito en Megazine y 2000 AD. Muchos de sus guiones han sido duramente criticados por los fanes. Su trabajo más reciente en el cómic, la serie de Demonios del Frente Oriental ha disfrutado de mucha popularidad entre los lectores.
Aparte de los cómics británicos, su trabajo en The Phantom ha ganado premios en varias ocasiones. Ha introducido nuevos personajes importantes en la trama de The Phantom, como la reina pirata Kate Sommerset, que se hizo tan popular entre los lectores que Bishop la convirtió en la protagonista de cinco historias.
En el año 2006 también firmó un contrato para escribir dos colecciones de relatos cortos de The Phanton para Moonstone Books, bajo el título de Phantom Prose Anthologies.

### Cómics
- The Straitjacket Fits (with Roger Langridge):
  - "The Straitjacket Fits" (en Judge Dredd Megazine #1.09-1.20, 1991-1992)
  - "The Final Fit" (en Judge Dredd Yearbook 1993 1992)

- Soul Sisters (con Dave Stone y Shaky Kane, en Judge Dredd Megazine vol.2 ##2-9 & 1993 Judge Dredd Yearbook, 1992)

- Strontium Dogs (escrito con seudónimo, in 2000 AD ##993-999, 1996)

- Vector 13: "Case Ten: Case Closed?" (sin crédito, con Simon Davis, en 2000 AD #1032, 1997)

- M.A.C.H. 1|B.L.A.I.R. 1: "B.L.A.I.R. 1" (con Steve MacManus y Simon Davis, en 2000 AD #1034, 1997)

- Dan Dare: "Dan Dare 3000AD" (con Steve MacManus y Kev Walker, en 2000 AD #1034, 1997)

- Flesh: "Flesh 3000AD" (con Steve MacManus y Carl Critchlow, en 2000 AD #1034, 1997)

- Harlem Heroes: "Hike Harlem Heroes" (con Steve MacManus y Jason Brashill, in 2000 AD #1034, 1997)

- Invasion: "Invasion! 3000AD" (con Steve MacManus y Henry Flint, en 2000 AD #1034, 1997)

- The Spacegirls (con Jason Brashill, en 2000 AD ##1062-1066, 1997)

- A Life Less Ordinary (con Steve Yeowell, en 2000 AD ##1063-1070, 1997)

- Pulp Sci-Fi: "Water of Life" (como "James Stevens", con David Bircham, en 2000 AD #1098, 1998)

- Past Imperfect: "Nixon must die!" (como "James Stevens", con Neil Edwards, en 2000 AD #1315, 2002)

- Dead Men Walking (como "James Stevens", con Boo Cook, en 2000 AD ##1362-1370, 2003)

- The Phantom (Swedish Fantomen magazine #26/2001, ##15 & 22/2002, ##8, 16 & 26/2003, ##7, 12, 16, 23, 24 & 26/2004, ##1, 10, 13, 17 & 18/2005, ##8, 9, 16, 19, 20 & 25/2006, ##1, 10, 16, 20 & 26/2007, ##1, 4, 9, 13, 20 & 24/2008,  ##1/2009)

- Fiends of the Eastern Front: "Stalingrad" (con Colin MacNeil, en Judge Dredd Megazine 245-252, 2006)

### Novelas
- Judge Dredd:
  - The Savage Amusement (Virgin Books, August 1993, ISBN 0-352-32874-6)
  - Cursed Earth Asylum (Virgin Books, December 1993, ISBN 0-352-32893-2)
  - Silencer (Virgin Books, November 1994, ISBN 0-352-32960-2)
  - Bad Moon Rising (Black Flame, June 2004, ISBN 1-84416-107-2)
  - Kingdom of the Blind (Black Flame, November 2004, ISBN 1-84416-133-1)

- Doctor Who:
  - Who Killed Kennedy (con "James Stevens", Virgin Books, April 1996, ISBN 0-426-20467-0)
  - Amorality Tale (BBC Books, April 2002, ISBN 0-563-53850-3)
  - The Domino Effect (BBC Books, February 2003, ISBN 0-563-53869-4)
  - Empire of Death (BBC Books, March 2004, ISBN 0-563-48615-5)

- Nikolai Dante:
  - From Russia with Lust: The Nikolai Dante Omnibus (672 pages, March 2007, ISBN 1-84416-454-3) collects:
    - The Strangelove Gambit (January 2005, ISBN 1-84416-139-0)
    - Imperial Black (August 2005, ISBN 1-84416-180-3)
    - Honour Be Damned (March 2006, ISBN 1-84416-324-5)

- Pesadilla en Elm Street: Suffer the Children (Black Flame, May 2005, ISBN 1-84416-172-2)

- Demonios del Frente Oriental:
  - Fiends of the Eastern Front (672 pages, February 2007, ISBN 1-84416-455-1) collects:
    - Operación Vampiro (December 2005, ISBN 1-84416-274-5)
    - The Blood Red Army (April 2006, ISBN 1-84416-325-3)
    - Twilight of the Dead (August 2006, ISBN 1-84416-384-9)

  - Fiends of the Rising Sun (July 2007, ISBN 1-84416-494-2)

- Warhammer Fantasy:
  - A Murder in Marienburg (416 pages, Black Library, May 2007, ISBN 1-84416-474-8)
  - A Massacre in Marienburg (416 pages, Black Library, Dec 2008, ISBN 1844166701)

### Audio dramas
- Sarah Jane Smith: Buried Secrets (2006, Big Finish Productions)
- Sarah Jane Smith: Snow Blind (2006, Big Finish Productions)
- Sarah Jane Smith: Fatal Consequences (2006, Big Finish Productions)
- Sarah Jane Smith: Dreamland (2006, Big Finish Productions)
- Sarah Jane Smith: Test Of Nerve (2002, Big Finish Productions)
- Doctor Who - Unbound: Full Fathom Five (Doctor Who audio) (2003, Big Finish Productions)
- Doctor Who - Enemy of the Daleks (2009, Big Finish Productions)
- Sapphire and Steel: All Fall Down (2005, Big Finish Productions)
- Judge Dredd - Wanted: Dredd or Alive (Big Finish Productions)
- Judge Dredd - War Crimes (Big Finish Productions)
- Judge Dredd - Death Trap! (Big Finish Productions)
- Judge Dredd - The Big Shot! (Big Finish Productions)
- Judge Dredd - Get Karter! (Big Finish Productions)

### Libros
- Thrill Power Overload (Rebellion Development, 260 pages, June 2007, ISBN 1-905437-22-6)

### Entrevistas
- 2004 interview with 2000ADReview
- David Bishop - 2000AD Interview (enlace roto disponible en Internet Archive; véase el historial, la primera versión y la última)., scifi.co.uk, April 8, 2009

- Datos: Q4355826